# Pellagra
Pellagra, auch Nicotinsäure-Avitaminose genannt, ist eine Erkrankung, die durch Mangel an Nicotinsäure, einem Vitamin aus dem B-Komplex, ausgelöst wird. Sie führt zu Durchfall, Hautkrankheit und Demenz. 
Pellagra trat geschichtlich häufig auf, wenn die Nahrung hauptsächlich aus Mais oder Sorghumhirse bestand, da die darin vorliegende gebundene Form der Nicotinsäure (Niacytin) vom Körper nicht verwertet werden kann. Die Krankheit war vor Kenntnis der Zusammenhänge in armen Regionen Süd- und Osteuropas sowie Amerikas weit verbreitet. In den Ursprungsländern des Maises wurde dieser dagegen zum Verzehr alkalisch verarbeitet (Nixtamalisation), wodurch die Nicotinsäure durch den Körper verwertbar wird. Heutzutage tritt Pellagra in der Regel nur noch in armen Gegenden Afrikas oder bei extremer Fehl- oder Mangelernährung, zum Beispiel bei Magersucht, auf. 

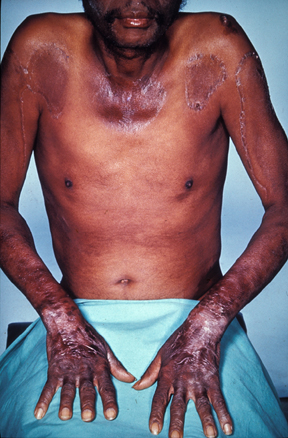
Zu den dermatologischen Symptomen dieser Störung gehören Abschuppung, Erythem-Bildung, Schuppenbildung und Keratose sonnenexponierter Bereiche. Bei diesem Patienten sind alle Symptome vorhanden.

## Geschichte
Mais wurde nach der Entdeckung Amerikas durch Christoph Kolumbus als eine der ersten Pflanzen nach Europa gebracht, wo sie sich aufgrund der hohen Ernteerträge rasch verbreitete. Bald trat in Gegenden mit hohem Maiskonsum eine seltsame Erkrankung auf, die nach dem Leitsymptom Pellagra ‚raue Haut‘ genannt wurde. In der wissenschaftlichen Literatur tauchte der Begriff erstmals 1771 in einer Schrift des Mailänder Arztes Francesco Frapolli auf. Er war aber bereits vorher im Volksmund in der norditalienischen Tiefebene, einem Verbreitungsgebiet der Krankheit, in Gebrauch gewesen.

„Das geringe medizinische Wissen und die erste Vermutung, dass Pellagra von hypothetischen Toxinen im Mais, durch Ansteckung oder durch genetische Vorbelastung verursacht wird, führte jahrelang zu großen Pellagra-Epidemien in Europa und den Vereinigten Staaten.“

Der Zusammenhang von Pellagra und hohem Maiskonsum (etwa in Form der Polenta) wurde erstmals im 18. Jahrhundert vermutet. Erklärungen der damaligen Zeit waren verschimmelter oder vergifteter Mais, Ansteckung oder Vererbung.
Joseph Goldberger und Kollegen bewiesen dann Anfang des 20. Jahrhunderts, dass sowohl die sogenannte Pellagra des Menschen als auch die Schwarze-Zunge-Krankheit des Hundes durch Fehlernährung entsteht, welche Conrad Elvehjem 1937 auf einen Nicotinsäuremangel zurückführen konnte. Auch Adriano Sturli erforschte zu dieser Zeit die Ätiologie der Pellagra. Die Entdeckung, dass Pellagra mit Bierhefe behandelbar ist, führte in den betroffenen Gebieten zu einer schlagartigen Verringerung der Anzahl der Insassen von Nervenheilanstalten. In Analogie dazu setzten die Ärzte Abram Hoffer und Humphry Osmond in der sogenannten Mega-Vitamintherapie hohe Dosen Nicotinsäure zur Behandlung von Schizophrenien ein. Sie gingen davon aus, dass wenn die im Rahmen einer Pellagra aufgetretenen Symptome der Schizophrenie durch die Behandlung mit Nicotinsäure verschwinden, diese vielleicht auch Schizophrenien anderer Ursache beeinflussen könnte. Bereits 1936 hatte der deutsche Psychiater Paul Honekamp die These aufgestellt, Schizophrenie beruhe auf einem Vitamin-B-Mangel, den er mit einem Präparat aus kalt getrockneter Bierhefe zu beheben versuchte. Hoffers und Osmonds Überlegungen führten zur orthomolekularen Psychiatrie, einer Form der orthomolekularen Medizin, die jedoch aufgrund des fehlenden Wirksamkeitsnachweises nicht Bestandteil der modernen evidenzbasierten Medizin ist.
Der Schriftsteller Lew Kopelew beschrieb in seinem autobiografischen Roman Aufbewahren für alle Zeit! seine eigene Pellagra-Erkrankung Ende 1945 im Strafgefangenenlager Suchobeswodnaja, die unter anderem mit Sonderrationen geronnenem Blut auskuriert wurde. In den sowjetischen Gulags bestand die Ernährung neben dünner Gemüsesuppe hauptsächlich aus Buchweizengrütze:

„Für die Pellagra-Kranken gab es Abends zusätzlich zum gewöhnlichen Linsen- oder Haferbrei geronnenes Blut in dunkelroten Klumpen. Das galt als sehr heilkräftig. Viele, sogar von den ständig Hungernden, weigerten sich, das Blut zu essen, das schon von weitem stank.“

## Ursache
Generell: Einseitige, nicotinsäurearme Ernährung. Speziell: Hauptsächliche Ernährung mit alkalisch unbehandeltem oder ungeröstetem Mais oder hauptsächliche Ernährung mit Sorghumhirse, da hierin nur eine für den menschlichen Organismus (ohne chemische Veränderung bzw. Molekülspaltung) nicht verwertbare Form der Nicotinsäure enthalten ist, das Niacytin, welches in unveränderter Form vom menschlichen Körper nicht aufgenommen werden kann.
Jeder Patient, der an pellagraartigen Symptomen erkrankt und bei dem der für diese Krankheit typische ernährungsbedingte Niacinmangel nicht nachvollziehbar ist, sollte auf das Vorhandensein des Gendefekts für die Hartnup-Krankheit untersucht werden.

## Folgen
Nicotinsäure ist für zahlreiche Oxidations- und Reduktionsvorgänge (Wasserstoffübertragungen) im Körper nötig. Die Folgen eines Mangels sind Krankheiten wie Pellagra, welche sich in Juckreiz, Rötungen der Haut, Entzündungen der Schleimhäute des Verdauungstraktes, schmerzhafte Verdickung der Haut sowie Braunfärbung und Schäden im zentralen Nervensystem äußern. Der Ausfall von Nicotinsäureamid hat auch Auswirkungen auf die Hämoglobinbildung und kann zur „Pellagra-Anämie“ führen.

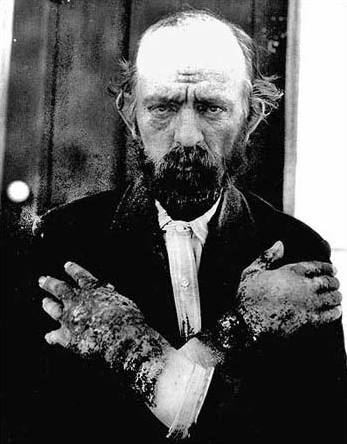
Hyperkeratoische Haut an den Händen eines Patienten mit Pellagra

## Symptome und Krankheitsverlauf
Kennzeichen sind unter anderem:
- Durchfall
- Dermatitis (Hauterkrankung)
- Demenz (organisches Psychosyndrom).

„Unter Gliederschmerzen, Abgeschlagenheit, Kopfschmerzen und Fieber treten hauptsächlich Darmstörungen, nervöse Symptome wie Tremor, Lähmungen, Krämpfe und psychische Störungen, sowie Erscheinungen von Seiten der Haut auf; in schweren Fällen kann das Krankheitsbild in Wochen zum Tode führen, meist aber erstreckt der Verlauf sich über Jahre.“ Hautveränderungen bilden sich typischerweise an den dem Sonnenlicht ausgesetzten Stellen (Hände, Unterarme, Gesicht, Nacken). Die psychischen Erkrankungen werden mit Tryptophanmangel in Zusammenhang gebracht.
Der 1945 im sowjetischen Gulag einsitzende Dissident Alexander Solschenizyn beschreibt die Pellagra-Symptome wie folgt:

„Die Gesichtshaut wird dunkel, wie braungebrannt, und schält sich, später wird der Mann von Durchfall geschüttelt - es ist die Pellagra. Irgendwie müsste der Durchfall gestoppt werden; dort rät man zu Kreide, drei Löffel am Tag seien das Beste, hier schwört man auf Hering. … Schwächer und schwächer wird der Kranke mit jedem Tag, und je größer er ist, desto schneller geht es mit ihm bergab. Schon kann er nicht mehr auf die obere Pritsche klettern, nicht über einen liegenden Baumstamm steigen: muss das Bein mit beiden Händen heben oder bäuchlings drüberkriechen. Der Durchfall schwemmt alle Kräfte und jedes Interesse aus dem Menschen raus, gleichgültig wird ihm der Nachbar, das Leben und das eigene Los. Er hört nichts mehr, versteht nichts mehr, kann schon nicht mehr weinen nach Menschenart, mögen sie ihn auch hinterm Pferd über die Erde schleifen. Der Tod verliert für ihn jeden Schrecken, rosiges Nachgeben-Wollen ergreift von ihm Besitz. Er hat alle Grenzen überschritten, weiß nicht mehr, wie die Frau und die Kinder heißen, hat den eigenen Namen vergessen. Blauschwarze Pickel mit stecknadelgroßen Eiterköpfen bedecken manchmal den Körper eines Verhungernden: sein Gesicht, die Gliedmaßen, den Leib und sogar die Hoden. Jede Berührung lässt ihn vor Schmerz aufbrüllen. Die Pickel reifen, brechen auf, dicker Eiter kommt wurmig hervor. Der Mensch verfault lebendigen Leibes“

## Behandlung
Die Behandlung beinhaltet üblicherweise eine direkte Gabe von Nicotinsäure oder Nicotinamid (genannt auch PP-Faktor, pellagra preventing factor). Die Therapie sollte außerdem B-Vitamine, Zink, Magnesium sowie eine energiereiche Diät beinhalten.
Präventiv eingesetzt werden können Lebensmittel, die reich an Nicotinsäure sind: Eier, Kleie, Erdnüsse, Fleisch (Geflügel, Fisch, rotes Fleisch), Hülsenfrüchte und verschiedene Samen. Auf Alkohol sollte verzichtet werden.